# Mebibit
Mebibit (Mib), tidigare ofta tvetydigt kallad megabit (Mb) är en informationsenhet som motsvarar 1 048 576 (220 = 10242) bit. Namnet kommer av det binära prefixet mebi (Mi) och bit (b). Enheten ingår inte i internationella måttenhetssystemet, men sanktioneras av IEC.
Mebibit är relaterat till enheten megabit, som antingen definieras som en mebibit eller en miljon bit. Mebibit kan användas istället för megabit när man vill specificera 220 bit, för att undvika tvetydighet bland de olika värdena av megabit.